# Martin (zadarski graditelj)
Martin (Zadar, 12. stoljeće hrvatski graditelj).
Ubraja se među prve poznate zadarske graditelje. Spominje se u arhivskim dokumentima krajem 12. stoljeća. Radio je na uređenju solane u Bibinju.